# Lilo & Stitch (TV-serie)
Lilo & Stitch (engelska: Lilo & Stitch: The Series) är en amerikansk-japansk-koreansk-flippinsk animerad TV-serie, ursprungligen visad 2003-2006. Serien är en spinoff av Disneyklassikern Lilo & Stitch.

## Figurer
- Lilo Pelekai - Lilo var ensam innan hon träffade Stitch.
- Stitch (experiment 626) - Jumbas experiment och Lilos husdjur. Kan lyfta 3,000 gånger sin egen vikt, tänker snabbare än en superdator, har super-hörsel och kan se i mörker.
- Nani Pelekai - Lilos storasyster.
- Dr. Jumba Jookiba - f.d. ondskefullt geni. Fast han är snäll och vänlig. Jumba har en quadrokylär syn, vilket får honom till att se bra.
- Wendy Pleakley - är en hane, trots att han har ett kvinnonamn. Är ganska huslig men funkar som en mamma åt Lilo.
- Gantu - f.d. kapten i Galaktiska armén. Nu arbetar han för Hämsterviel.
- Dr. Jacques von Hämsterviel - Gantus chef och seriens huvudskurk. Han vill ha Jumbas alla 625 experiment så att han kan ta över Förenade Galaktiska Federationen.
- Mertle Edmonds - Lilos stora rival som alltid ser sig själv som den bästa. Hon kallar ofta Lilo för "Knäpplo".
- David Kawena - Nanis pojkvän.
- Kobra Bubbles - f.d. CIA-agent som nu är socialarbetare.
- Högsta rådsdamen - Hon styr galaxen från rådet.
- Victoria - Lilos nya vän.

## Originalröster
- Lilo Pelekai - Daveigh Chase
- Stitch - Chris Sanders
- Nani Pelekai - Tia Carrere
- Dr. Jumba Jookiba - David Ogden Stiers
- Wendy Pleakley - Kevin McDonald
- Gantu - Kevin Michael Richardson
- Dr. Jacques von Hämsterviel - Jeff Bennett
- Mertle Edmonds - Liliana Mumy
- David Kawena - Dee Bradley Baker
- Kobra Bubbles - Kevin Michael Richardson
- Högsta rådsdamen - Zoe Caldwell
- Victoria - Daveigh Chase och Alyson Stoner

## Svenskspråkiga röster
- Lilo Pelekai - Sandra Kassman
- Stitch - Andreas Nilsson
- Nani Pelekai - Anna-Lotta Larsson
- Dr. Jumba Jookiba - Stefan Ljungqvist
- Wendy Pleakley - Johan Svensson
- Gantu - Ewert Ljusberg
- Dr. Jacques von Hämsterviel - Eric Donell
- Mertle Edmonds - Jessica Andersson
- David Kawena - Peter Saverman
- Kobra Bubbles - Bengt Skogholt
- Högsta rådsdamen - Monica Forsberg
- Victoria - Mikaela Ardai Jennefors